# Эгбеле, Аарон
Аарон Эгбеле (англ. Aaron Egbele; род. 29 января 1979) — нигерийский легкоатлет, призёр Олимпийских игр.
Аарон Эгбеле родился в 1979 году в Бенин-Сити. В 2004 году на Олимпийских играх в Афинах стал бронзовым призёром в эстафете 4×100 м.